# The Fortress Unvanquishable, Save for Sacnoth
«The Fortress Unvanquishable, Save for Sacnoth» es un cuento de fantasía de Lord Dunsany, publicado por primera vez en su colección de 1908 The Sword of Welleran and Other Stories. Describe la búsqueda del héroe Leothric para liberar a su pueblo de los malos sueños que el malvado hechicero Gaznak les ha provocado, primero encontrando la espada Sacnoth y luego aventurándose en la fortaleza de Gaznak.
La historia ha sido descrita como una de las mejores de Dunsany y una gran influencia en la ficción de espada y brujería.

## Trama
La historia comienza en el pueblo de Allathurion, donde la gente tiene pesadillas. Su mago descubre que esto es obra del malvado mago Gaznak, que solo puede ser derrotado con la espada Sacnoth. Le dice a Leothric, el hijo del señor local, que la espada está en la columna vertebral del monstruo de metal Tharagavverug.
Leothric encuentra a Tharagavverug y lo mata golpeando su suave nariz de plomo cada vez que intenta comer, lo que hace que retroceda de dolor sin comer. Después de tres días se muere de hambre; un herrero recupera la espada, poniendo uno de los ojos del monstruo en la empuñadura de la espada.
Leothric va a la torre de Gaznak. El ojo de Tharagavverug encuentra un camino a través de los pantanos que lo rodean y Leothric entra en la torre de Gaznak. En el interior se encuentra con guardias, una araña gigante que hace girar cuerdas, reinas y príncipes cenando y espíritus de sueños que se parecen a mujeres hermosas pero tienen fuego en las cuencas de los ojos. Muchos huyen cuando escuchan el nombre Sacnoth. Cruza un camino entre dos grandes abismos, matando a un dragón que sirve a Gaznak, antes de matar a otro, Wong Bongerok, con la ayuda de Sacnoth.
Leothric entra en la cámara de Gaznak y ve los sueños del mago. Los músicos mágicos le lanzan un hechizo de muerte, pero Sacnoth lo desvía. Gaznak y Leothric pelean; Sacnoth no puede perforar su armadura, pero cuando Leothric golpea el cuello de Gaznak, Gaznak se arranca la cabeza para evadir el golpe. Cuando Leothric le corta la mano a Gaznak, el mago muere y la fortaleza y los sueños se desvanecen. Leothric regresa a casa y la historia termina con una nota de que no todos creen esta historia.

## Estilo
La mayor fortaleza de Dunsany como escritor de cuentos fue su poder evocador; la trama y el personaje estaban al servicio de la imagen y la atmósfera, y «The Fortress Unvanquishable, Save for Sacnoth» hace pleno uso de esta habilidad. Apila imágenes fantásticas que adquieren un poder abrumador. La historia contrasta imágenes familiares como bosques, colinas y pueblos con lo mágico, aumentando el efecto de ambos.
El estilo de la historia es deliberadamente poético y arcaico, tanto en la elección de palabras (como el uso de «cayó» para «mortal» y «ere» para «antes») como en la gramática. A menudo invierte el orden normal de las oraciones o usa oraciones largas unidas con muchos «y» para aumentar el flujo de imágenes. También utiliza la repetición, la aliteración y la asonancia.
«The Fortress Unvanquishable, Save for Sacnoth» hace frecuentes referencias al infierno, Satanás y otros temas cristianos. Esta es una ruptura con las historias anteriores de Dunsany (como Los dioses de Pegāna), que se centran en la mitología imaginada de Pegāna; anticipa su trabajo posterior ambientado en el mundo real. A pesar de este tema serio, hay elementos humorísticos como Wong Bongerok «baboseando» la mano de Gaznak. La pelea con Tharagavverug puede ser ridícula, pero ha sido descrita como «probablemente el método más original jamás ideado para matar dragones».

## Historial de publicaciones
«The Fortress Unvanquishable, Save for Sacnoth» se publicó por primera vez en la colección de Dunsany The Sword of Welleran and Other Stories, impresa por George Allen & Sons en 1908. En 1910, se volvió a publicar como un libro de capítulos.

## Recepción e influencia
«The Fortress Unvanquishable, Save for Sacnoth» ha sido llamada una de las mejores historias de Dunsany, «su primera obra maestra indiscutible», y «una de las mejores piezas cortas de su tipo en inglés».
La historia fue una gran influencia e inspiración para escritores como J. R. R. Tolkien, H. P. Lovecraft, Fritz Leiber, Clark Ashton Smith y Jack Vance, pero Dunsany no se dio cuenta de esto hasta casi el final de su vida. Ha sido llamado «quizás la primera historia de espada y brujería jamás escrita», con casi todos los elementos habituales del tipo presente, y la Enciclopedia de la fantasía afirma que «creó casi sin ayuda el género de espada y brujería». Sin embargo, se ha notado que el sensato Leothric se parece más a un héroe de cuento de hadas que a un bárbaro conanesco, y la historia no tiene la emoción y la emoción típicas de la espada y la hechicería.
Sacnoth es la primera espada sensible en la ficción de fantasía y una influencia en la espada Caudimordax en la historia de Tolkien Egidio, el granjero de Ham y Stormbringer en las novelas de Elric de Michael Moorcock.